# Aspidosperma biała

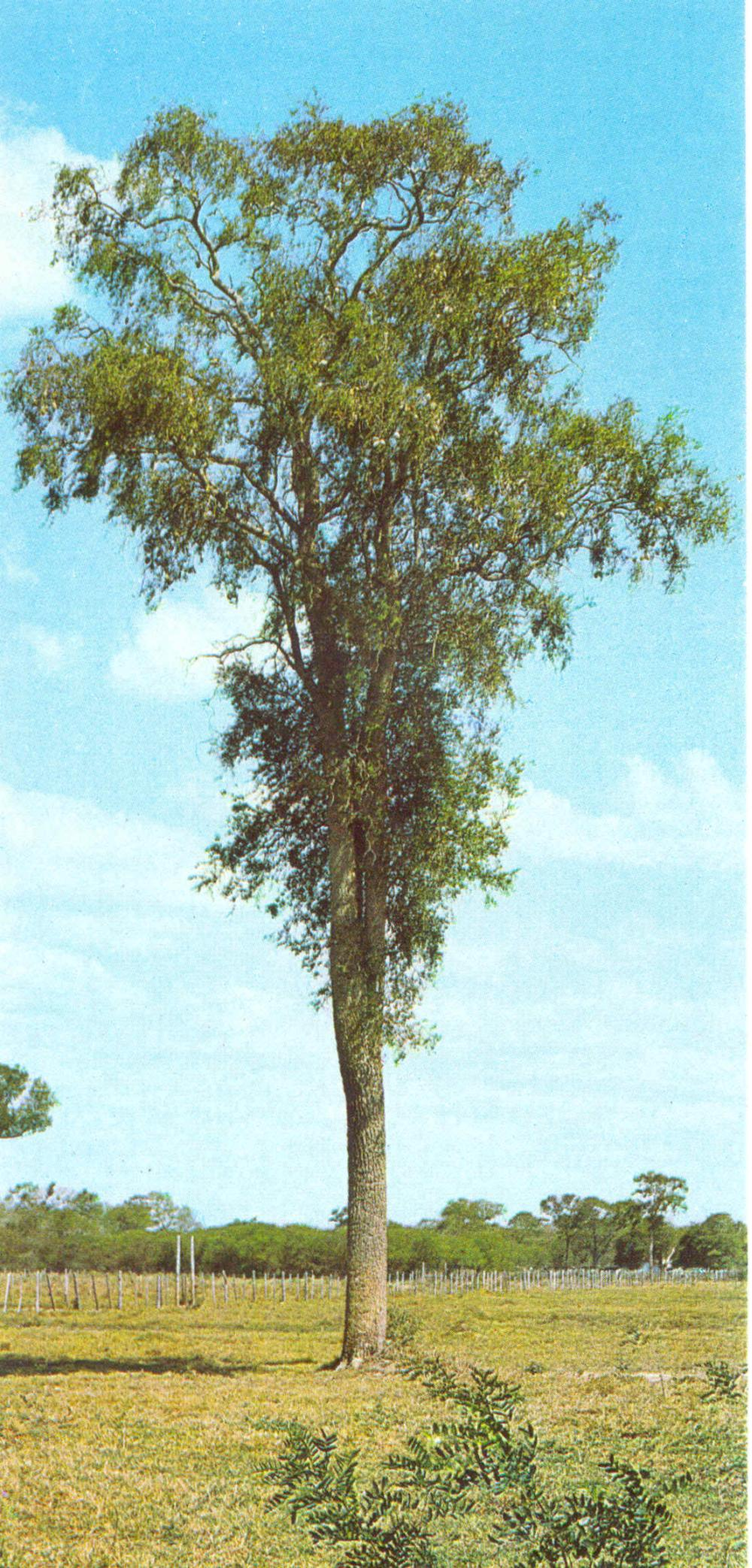

Aspidosperma biała, quebracho białe (Aspidosperma quebracho-blanco Schltdl.) – gatunek drzewa z rodziny toinowatych. Występuje w Ameryce Południowej (w Argentynie, Paragwaju, Urugwaju i Boliwii).

## Morfologia
Drzewo o wąskim pokroju. Liście skórzaste, lancetowate, naprzeciwległe. Kwiaty zebrane w wiechy umiejscowione są w szczytowych partiach gałązek lub w kątach liści. Kielich kwiatowy 5 ząbkowy z 5 pręcikami wewnątrz rurkowatej korony i 1 słupkiem.

## Zastosowanie
Aspidosperma biała jest rośliną leczniczą. Kora i liście są bogate w garbniki i alkaloidy (m.in. johimbina). Roślina dostarcza twardego i wytrzymałego drewna używanego w ciesielstwie i meblarstwie.